# ایراسمینا
ایراسمینا (به پرتغالی: Iraceminha) یک منطقهٔ مسکونی در برزیل است که در سانتا کاتارینا واقع شده‌است. ایراسمینا ۳٬۹۳۸ نفر جمعیت دارد.